# Флореф (бира)
Флореф“ (на френски: Floreffe) е марка белгийска абатска бира, тип ейл, произведена и бутилирана в пивоварната „Brasserie Lefebvre“ в селището Quenast, община Ребек, провинция Валонски Брабант, Централна Белгия.

## История
Абатство Флореф (от флора: латинската дума за цвете) е основано през 1121 г., а около 1250 г. в него е построена и започва да функционира пивоварна. По време на Френската революция през 1794 г. монасите са прогонени от абатството и имотите му са обявени за продажба. По-късно е откупено от монасите и част от тях се завръщат, но абатството не успява да върне предишния си блясък и пивоварството не е възобновено.
В началото на ХІХ век в абатството е открита семинария – „College de l’Abbaye de Floreffe“. През 1842 г. в абатството са останали само трима монаси, като последния от тях умира през 1850 г.
През 1960 г. директорът на семинарията решава да възстанови пивоварната и производството на бира, за да се финансира издръжката на училището и поддръжката на сградите. Първоначално производството на абатската бира е поверено на пивоварната „Het Anker brewery“ в Мехелен, а от 1983 г. – на пивоварната „Lefebvre“. 
Бирата „Флореф“ е сертифицирана от Съюза на белгийските пивовари като „призната белгийска абатска бира“ (Erkend Belgisch Abdijbier) и може да носи лого, изобразяващо стилизирана чаша с кафява бира, вписана в готически прозорец-арка.

## Асортимент
Търговският асортимент на марката „Флореф“ включва следните видове:
- Floreffe Blonde – светла нефилтрирана блонд бира, с лека горчивина, с алкохолно съдържание 6,3 %;
- Floreffe Double – тъмна бира с кафяв цвят и изразен малцов вкус и аромат, с алкохолно съдържание 6,3 %;
- Floreffe Triple – светла нефилтрирана бира с богат вкус и аромат на хмел и карамел, с алкохолно съдържание 7,5 %;
- Floreffe Prima Melior – тъмна силна бира, която през средните векове е била варена специално за игумена и неговите гости. Отличава се с плътен вкус и аромати на анасон и кориандър, с алкохолно съдържание 8,0 %.
- Floreffe Blanche – светла пшенична бира, с бяла пяна и естествени аромати на кориандър и кюрасо, с алкохолно съдържание 4,5 %.

- „Флореф Блонд“
- „Флореф Дъбъл“
- „Флореф Трипъл“